# 殼口

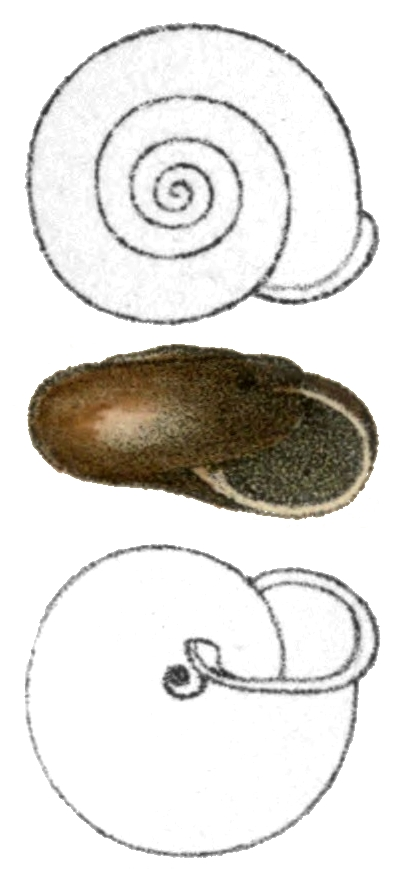
Norelona pyrenaica螺殼的三方視圖，當中在中間的圖的殼口向外

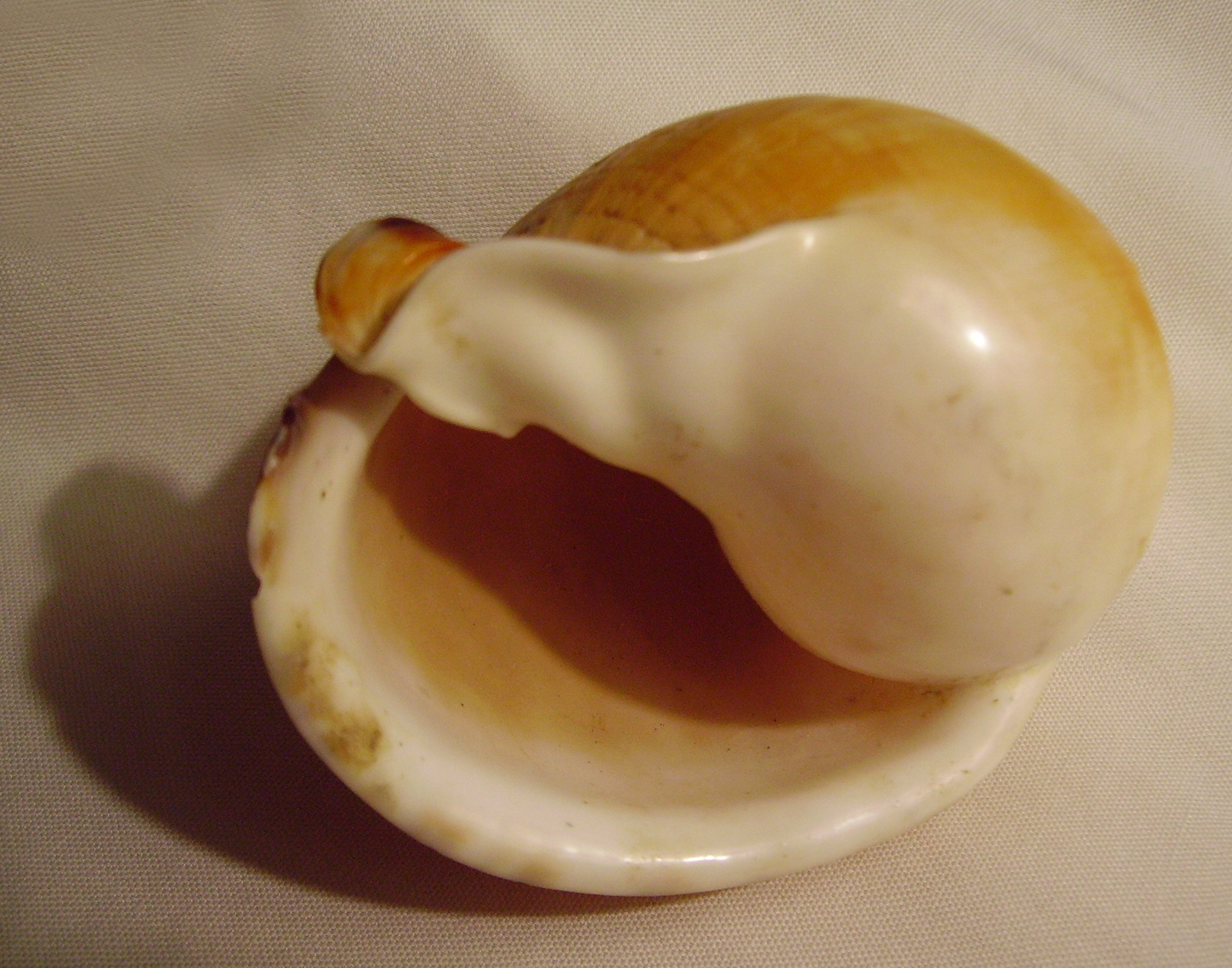
Semicassis pyrum的螺殼, which has a large aperture and a pronounced parietal callus

殼口（英語：aperture）是指腹足綱、掘足纲、鹦鹉螺科及菊石等有殼類軟體動物的殼上的主要開口，可讓貝類的頭足部分從這個開口伸出來，以便於移動及進食之餘，受襲時又可退回螺殼內。這個開口隨物種的不同而有不同的形狀，例如：圓形、卵形，甚或只餘下一條被稱為「中央溝」的開口。
双壳纲物種的開口並不會叫作「殼口」：牠們的開口有另一個名稱「gape」，平常處於關閉狀態。
此外，由於掘足綱物種的殼是圓筒形，所以牠們有兩個殼口：較大的前殼口是主殼口，而較小的是後殼口。

## 參看
- 水管溝